# Јордан Камчев
Јордан Камчев (мкд. Јордан Камчев; Скопље, 24. јул 1970), познат као Орце, македонски је предузетник. Према писању часописа Forbes, он је најбогатија особа у Северној Македонији за 2015. са нето вредношћу од 228 милиона евра.

## Предузећа
- (2010)
- (2004)

## Контроверзе

### Скандал са изнудом
У лето 2020. Боки 13 и тужитељка Катица Јанева затворени су због прања новца и трговине утицајем због покушаја да изнуде Камчева за 1,5 милиона евра.

### Истраживања специјалног тужилаштва
После свргавања бившег председника Владе Северне Македоније Николе Груевског због корупције, Камчев, који је наводно био близак његовом режиму, под истрагом је македонских тужилаца.
У марту 2021. Камчев је ухапшен у Северној Македонији због страха да ће покушати да напусти земљу. Хапшење се односило на оптужбе да је био умешан у шему у којој је купио земљиште у округу Водно у Скопљу користећи јавни новац када је ВМРО-ДПМНЕ била владајућа партија.